# John Warnock
John Warnock   (Salt Lake City, 6 d'octubre de 1940 - Los Altos, 19 d'agost de 2023) va ser un informàtic conegut per haver cofundat amb Charles Geschke, el 1982, la companyia informàtica Adobe Systems que publica programari gràfic. Es va retirar com a conseller delegat el 2001; des de 2007, l'empresa està dirigida per Shantanu Narayen; Warnock era copresident del consell d'administració.

## Biografia
Warnock va obtenir una Llicenciatura de Ciències Matemàtiques i Filosofia i un Màster de Ciències en Matemàtiques; a més, tenia un doctorat en enginyeria elèctrica. Tots els seus títols els va obtenir a la Universitat de Utah.
Abans de la fundació d'Adobe, John Warnock va treballar des del 1978 al Centre d'Investigació Palo Alto, igual que Geschke. Els dos van intentar, sense èxit, convèncer Xerox d’utilitzar Interpress com a llenguatge d’impressió. Van deixar Xerox el 1982; desenvoluparen un llenguatge similar a Interpress a la seva nova empresa Adobe i el comercialitzaren amb el nom de PostScript.
Warnock és el desenvolupador de l'algoritme de Warnock per al càlcul del conjunt potencialment visible a Infografia.
Alguns dels conjunts de caràcters desenvolupats per a Adobe per Robert Slimbach s'anomenen Warnock.

## Premis i reconeixement
John Warnock va rebre nombrosos reconeixements i premis:
- 1989: Premi als sistemes de programari de l'Association for Computing Machinery.[2]
- 1995: Distinguished Alumnus Award de la Universitat d’Utah
- 1999: Membre elegit de l'Association for Computing Machinery.
- 2000: Medalla Edwin H. Land de la Optical Society of America.[3]
- 2002: Membre elegit del Museu d’Història de la Informàtica[4]
- 2003: Bodley Medal de la Bodleian Library de la Universitat d'Oxford.[5][6]
- 2004: Medalla Lovelace de la British Computer Society de Londres.[7]
- Octobre 2006: Premi anual Medal of Achievement de l’American Electronics Association amb Charles Geschke.
- 2008: Computer Entrepreneur Award de la IEEE Computer Society amb Charles Geschke.[8]
- 2009: Medalla Nacional de Tecnologia i Innovació amb Charles Geschke.[9][10]
- 2010: Premi Marconi, amb Charles Geschke.[11]

Warnock era membre de l'Acadèmia Nacional d'Enginyeria dels Estats Units, de l'Acadèmia Americana de les Arts i les Ciències i de la Societat Filosòfica Americana.
Va rebre títols honoris causa de la Universitat de Utah, l'American Film Institute i la Universitat de Nottingham.